# 帕赖勒莫尼亚勒
帕赖勒莫尼亚勒（法語：Paray-le-Monial，法語發音：[paʁɛ.lə.mɔnjal]），法国中部城市，勃艮第-弗朗什-孔泰大区索恩-卢瓦尔省的一个市镇，隶属于沙罗勒区，其市镇面积为25.2平方公里，2022年1月1日时人口数量为9,256人，是该省人口第六多的市镇，在法国城市中排名第1,106位。
帕赖勒莫尼亚勒位于索恩-卢瓦尔省西部，布班斯河畔，是一个区域性的中心城市。帕赖勒莫尼亚勒因当地的圣心大教堂而闻名，并被称为“圣心之城”（Ville sacré coeur）。此外帕赖勒莫尼亚勒也是重要的交通枢纽，两条国道和三条铁路在此交汇。

## 地名来源

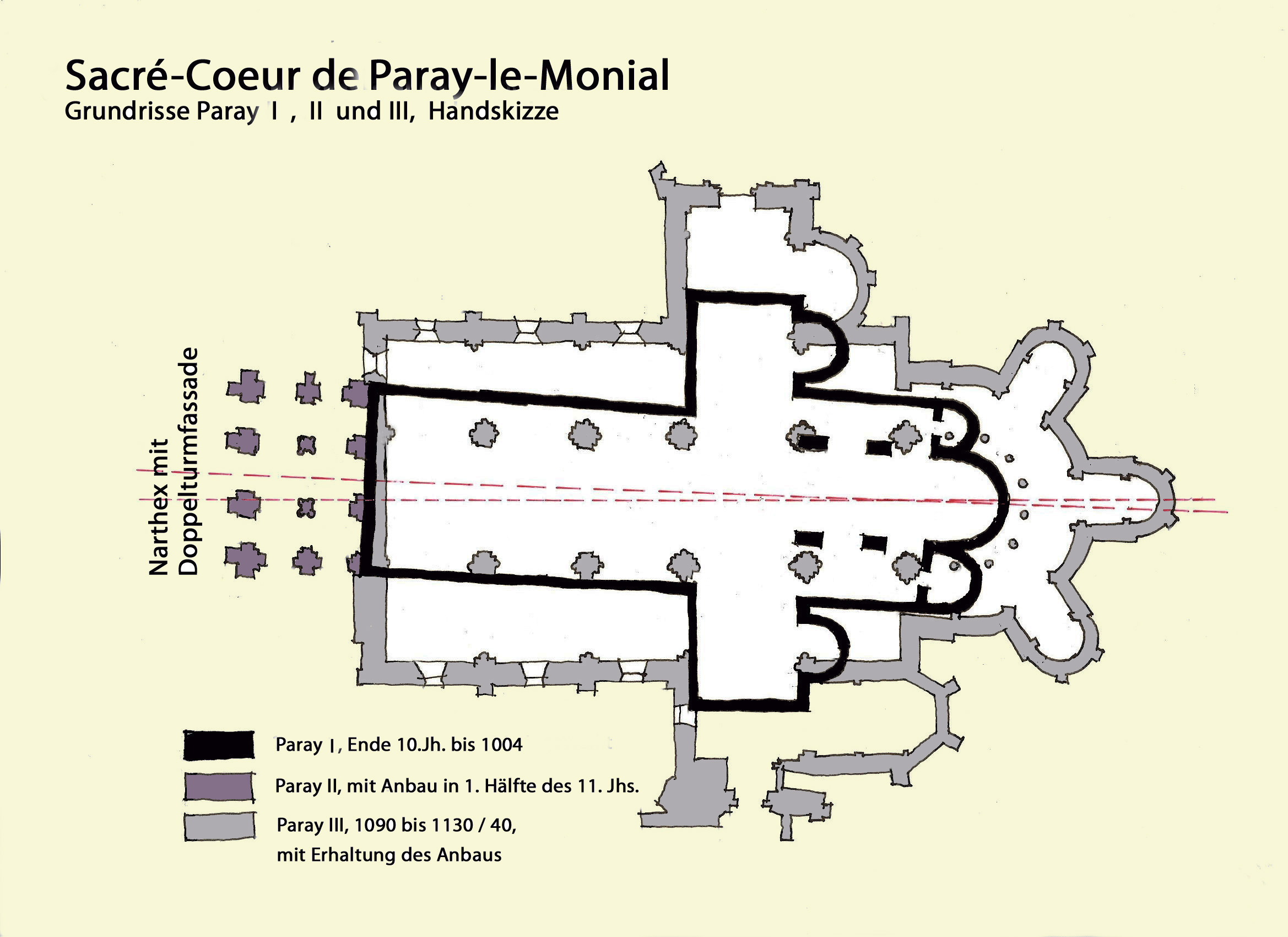
圣心教堂平面图

“帕赖”一名来源于古拉丁语单词，意为“山谷间的草原”，可能与这一区域的自然景观有关。“勒莫尼亚勒”则是“出家人”（法語：moine）的形容词形式。

## 历史
帕赖勒莫尼亚勒最初的文献记载出现于公元973年，彼时，沙隆伯爵朗贝尔在克吕尼修道院院长马约尔的支持下在此修建了一处祷告院，而奥迪隆在此后由在帕赖修建了一处天主教堂。1609年帕赖出现了耶稣会。1673年，瑪加利大·瑪利亞·亞拉高在此首次发愿，1690年在帕赖逝世，为了纪念其为为耶稣圣心敬礼的虔诚品质，帕赖被称为“圣心之城”。工业革命期间，沙罗勒运河和三条铁路线在此交汇，帕赖勒莫尼亚勒人口快速增加。19世纪末，当地还出现了一处瓷器厂。20世纪60年代，帕赖勒莫尼亚勒人口数量一度超过1万。

## 地理

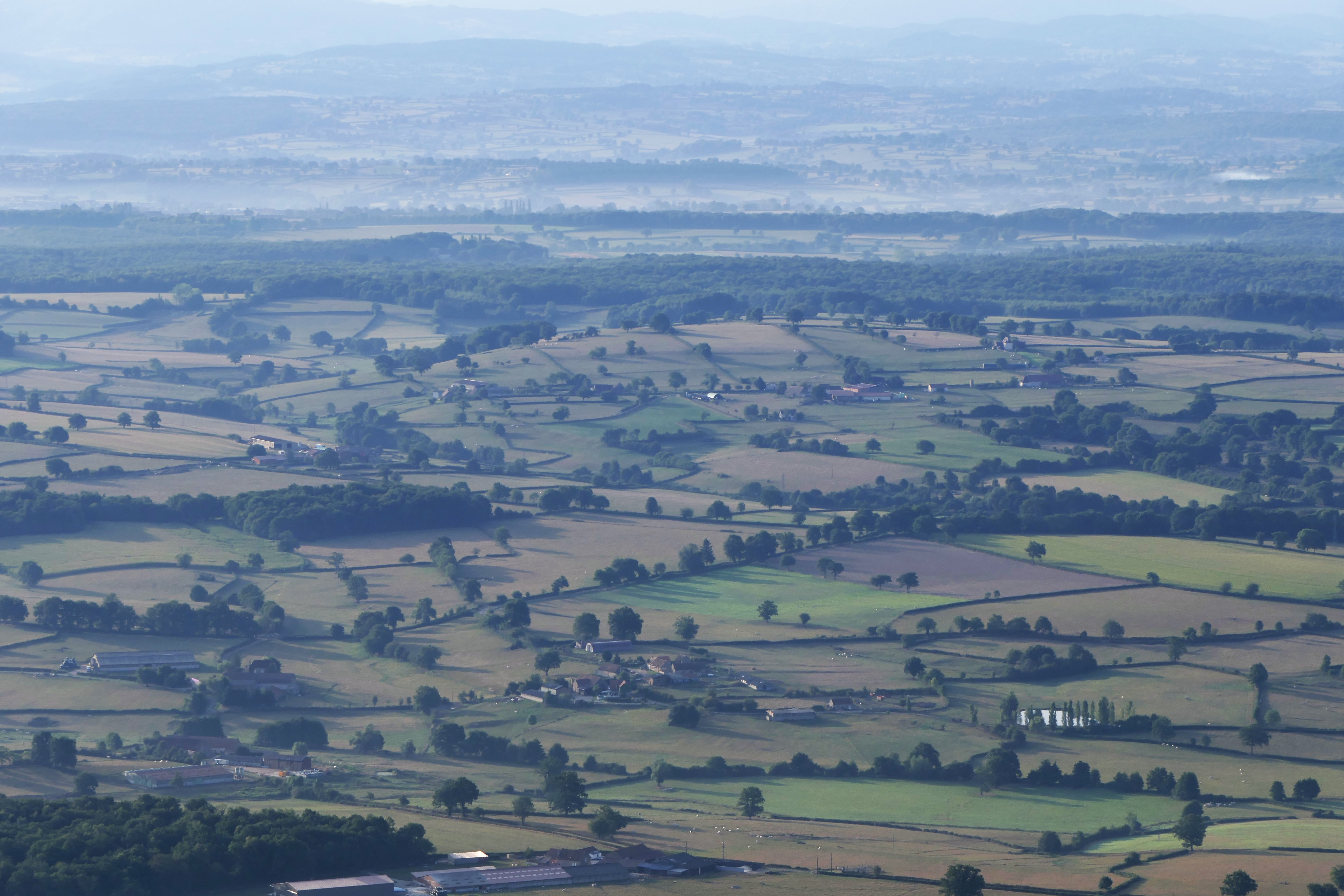
帕赖勒莫尼亚勒附近景观

帕赖勒莫尼亚勒位于法国中部偏东，勃艮第-弗朗什-孔泰大区西南部和索恩-卢瓦尔省西部，距离省会马孔大约68公里。与帕赖勒莫尼亚勒接壤的市镇包括：欧特丰、诺希兹、普瓦松、圣莱热莱帕赖、沙罗勒地区维特里、沃莱夫尔。

### 地形
帕赖勒莫尼亚勒位于法国中部偏东，法国区域地理学通常将认为该地区属于中央高原东北部的延伸部分，境内以丘陵为主，全境海拔在234到304米之间。

### 水文
布班斯河自东南向西北流经境内，该河是卢瓦尔河的右岸支流，后者为法国本土最长的河流。此外沙罗勒运河沿布班斯河左岸穿过帕赖勒莫尼亚勒市区。

### 植被
帕赖勒莫尼亚勒属于温带落叶林区，沙普兰公园（Parc des Chapelains）和利龙磨坊公园（Parc du Moulin Liron）是市区内主要的绿地。

### 气候
帕赖勒莫尼亚勒在柯本气候分类法中属于温带海洋性气候。
帕赖勒莫尼亚勒境内设有气象站，以下为该气象站的数据（其中日照数据取自马孔）：
| 帕赖勒莫尼亚勒1981年－2019年 | 帕赖勒莫尼亚勒1981年－2019年 | 帕赖勒莫尼亚勒1981年－2019年 | 帕赖勒莫尼亚勒1981年－2019年 | 帕赖勒莫尼亚勒1981年－2019年 | 帕赖勒莫尼亚勒1981年－2019年 | 帕赖勒莫尼亚勒1981年－2019年 | 帕赖勒莫尼亚勒1981年－2019年 | 帕赖勒莫尼亚勒1981年－2019年 | 帕赖勒莫尼亚勒1981年－2019年 | 帕赖勒莫尼亚勒1981年－2019年 | 帕赖勒莫尼亚勒1981年－2019年 | 帕赖勒莫尼亚勒1981年－2019年 | 帕赖勒莫尼亚勒1981年－2019年 |
| 月份                         | 1月                          | 2月                          | 3月                          | 4月                          | 5月                          | 6月                          | 7月                          | 8月                          | 9月                          | 10月                         | 11月                         | 12月                         | 全年                         |
| ---------------------------- | ---------------------------- | ---------------------------- | ---------------------------- | ---------------------------- | ---------------------------- | ---------------------------- | ---------------------------- | ---------------------------- | ---------------------------- | ---------------------------- | ---------------------------- | ---------------------------- | ---------------------------- |
| 历史最高温 °C（°F）          | 17.4 (63.3)                  | 22.9 (73.2)                  | 25 (77)                      | 28.8 (83.8)                  | 34.2 (93.6)                  | 38.5 (101.3)                 | 41.4 (106.5)                 | 40.4 (104.7)                 | 34.6 (94.3)                  | 30 (86)                      | 23.4 (74.1)                  | 19 (66)                      | 41.4 (106.5)                 |
| 平均高温 °C（°F）            | 6.1 (43.0)                   | 7.8 (46.0)                   | 12.1 (53.8)                  | 15.5 (59.9)                  | 20 (68)                      | 23.6 (74.5)                  | 26.6 (79.9)                  | 26.1 (79.0)                  | 21.7 (71.1)                  | 16.5 (61.7)                  | 10 (50)                      | 6.4 (43.5)                   | 16 (61)                      |
| 日均气温 °C（°F）            | 3.1 (37.6)                   | 4 (39)                       | 7.3 (45.1)                   | 10.1 (50.2)                  | 14.3 (57.7)                  | 17.7 (63.9)                  | 20.3 (68.5)                  | 19.7 (67.5)                  | 15.9 (60.6)                  | 12 (54)                      | 6.5 (43.7)                   | 3.6 (38.5)                   | 11.2 (52.2)                  |
| 平均低温 °C（°F）            | 0 (32)                       | 0.2 (32.4)                   | 2.4 (36.3)                   | 4.7 (40.5)                   | 8.6 (47.5)                   | 11.8 (53.2)                  | 13.9 (57.0)                  | 13.3 (55.9)                  | 10.1 (50.2)                  | 7.4 (45.3)                   | 3.1 (37.6)                   | 0.8 (33.4)                   | 6.4 (43.5)                   |
| 历史最低温 °C（°F）          | −22.7 (−8.9)                 | −13.1 (8.4)                  | −12.5 (9.5)                  | −5.3 (22.5)                  | −0.8 (30.6)                  | 2.6 (36.7)                   | 4.9 (40.8)                   | 3.3 (37.9)                   | −0.1 (31.8)                  | −6.1 (21.0)                  | −9.7 (14.5)                  | −12.8 (9.0)                  | −22.7 (−8.9)                 |
| 平均降水量 mm（）            | 64.6 (2.54)                  | 54.1 (2.13)                  | 57.5 (2.26)                  | 72.9 (2.87)                  | 87.1 (3.43)                  | 75.6 (2.98)                  | 69.8 (2.75)                  | 64.8 (2.55)                  | 76.7 (3.02)                  | 79.9 (3.15)                  | 80.6 (3.17)                  | 72.8 (2.87)                  | 856.4 (33.72)                |
| 月均日照時數                 | 61.9                         | 91.5                         | 154.9                        | 182                          | 212.9                        | 245.3                        | 267.7                        | 242.4                        | 185.6                        | 116.9                        | 70.3                         | 50.5                         | 1,881.9                      |
| 来源：infoclimat.fr          |                              |                              |                              |                              |                              |                              |                              |                              |                              |                              |                              |                              |                              |

## 行政区划
帕赖勒莫尼亚勒是法国勃艮第-弗朗什-孔泰大区索恩-卢瓦尔省的一个市镇，编号为71342。帕赖勒莫尼亚勒隶属于沙罗勒区，管理帕赖勒莫尼亚勒县，同时也是大沙罗勒市镇公共社区的办公驻地。
法国国家统计与经济研究所（简称）在进行数据统计时，将帕赖勒莫尼亚勒单独设为帕赖勒莫尼亚勒城市核心区（Unité urbaine de Paray-le-Monial），并将包括核心区在内的周边共5个市镇划为帕赖勒莫尼亚勒城市区（Aire urbaine de Paray-le-Monial）。同时，还将帕赖勒莫尼亚勒市镇分为了4个“块区”（IRIS），以便于统计人口分布情况。

## 交通

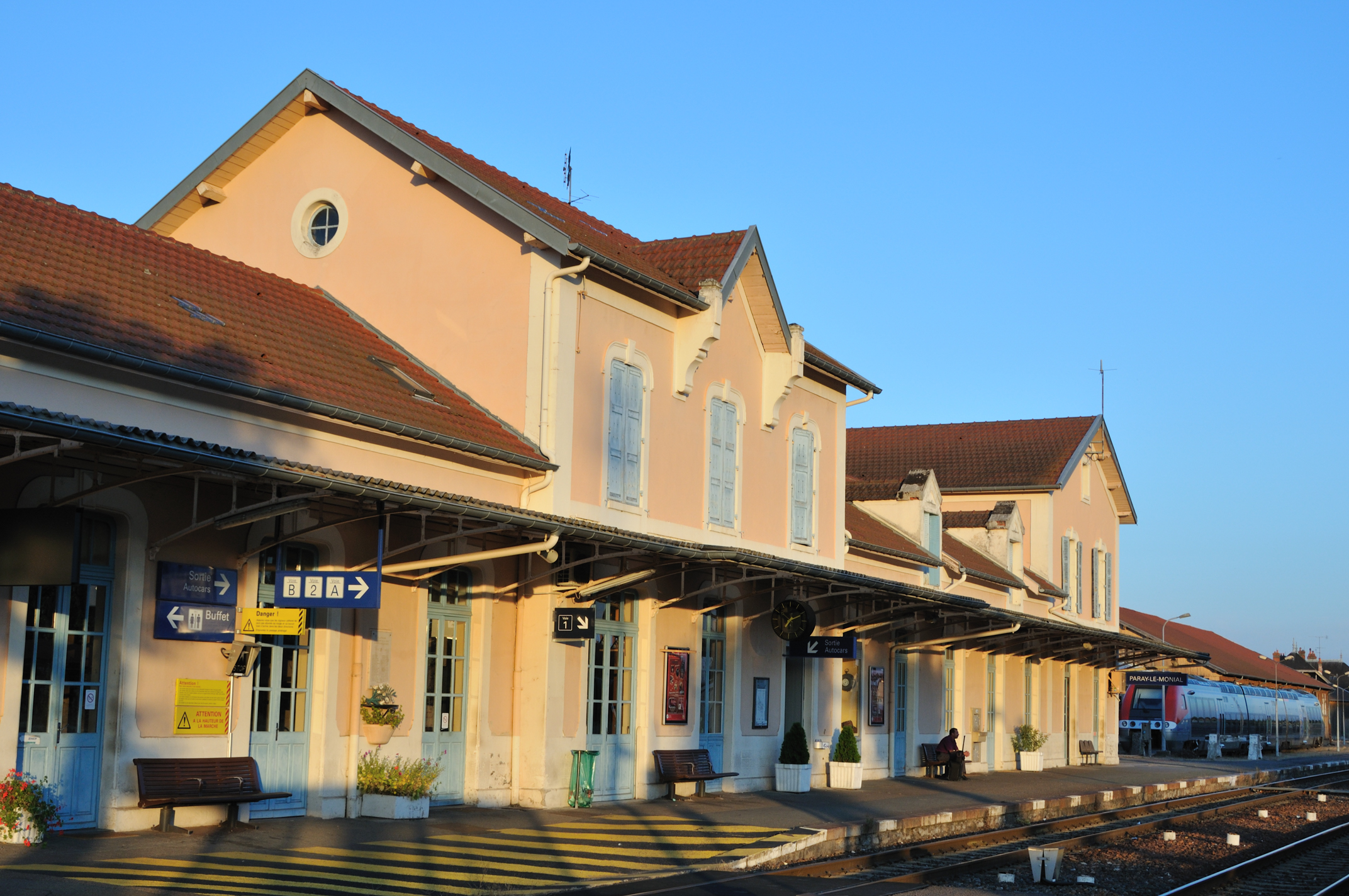
帕赖勒莫尼亚勒火车站

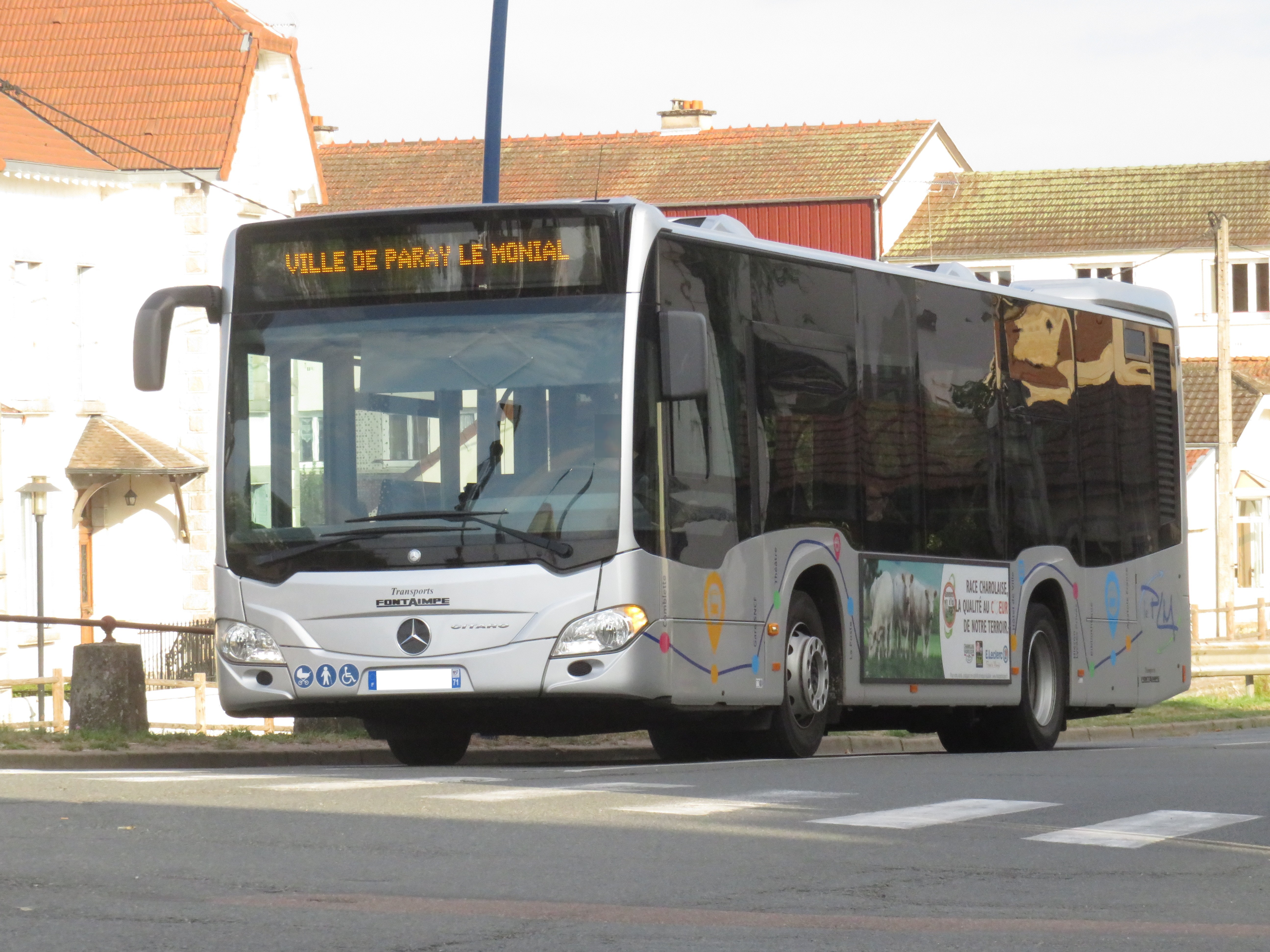
帕赖勒莫尼亚勒公交

### 公路
法国国道N70线和N79线在帕赖勒莫尼亚勒北部交汇，这两条公路是中欧-大西洋公路的组成部分，此外多条索恩-卢瓦尔省省道在帕赖勒莫尼亚勒市区交汇。奥弗涅-罗讷-阿尔卑斯大区城际客运13号线（勒克勒佐TGV站－勒科托）途径帕赖勒莫尼亚勒，索恩-卢瓦尔省城际客运开行校车线路，可前往周边部分市镇。
2017年，69%的帕赖勒莫尼亚勒家庭拥有至少一辆的私人汽车。2018年，帕赖勒莫尼亚勒境内共发生各类交通事故3起，造成1人遇难，4人受伤。

### 铁路
帕赖勒莫尼亚勒位于穆兰－马孔、帕赖勒莫尼亚勒－日沃尔和勒科托－蒙沙南三条铁路的交汇处，是一个区域性的铁路枢纽。帕赖勒莫尼亚勒站位于市区南部，停靠前往穆兰、蒙沙南和里昂三个方向的区域列车，其中部分班次延伸至讷韦尔、图尔及第戎等地。

### 航空
帕赖勒莫尼亚勒市区西南部的圣扬境内建有圣扬机场，用于私人包机、军事及救援。
距离帕赖勒莫尼亚勒最近的民用航空站为里昂圣埃克絮佩里机场，距离帕赖勒莫尼亚勒市中心的公路里程约153公里。

### 城市公共交通
帕赖勒莫尼亚勒市政府提供市区公共交通系统，包括一条环线公交线路，除节假日外全年开行。

## 政治

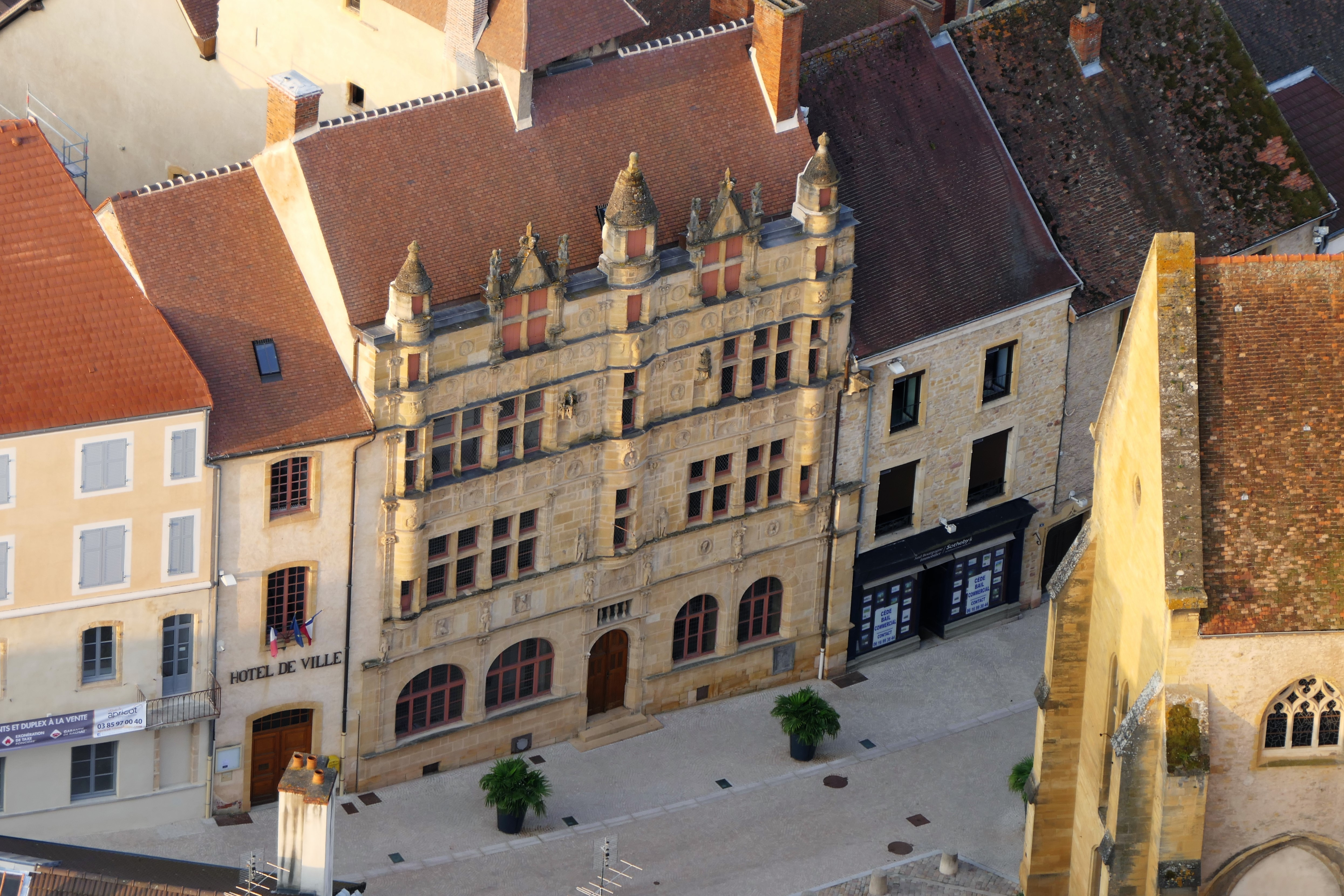
帕赖勒莫尼亚勒市政厅

帕赖勒莫尼亚勒的现任市长为让-马克·内姆先生，他是共和党的一名成员，在2020年的市政选举中获得了72.88%的支持率。
在2017年的法国总统大选中，法国第25任总统埃马纽埃尔·马克龙在帕赖勒莫尼亚勒获得了66.69%的支持率。
| 帕赖勒莫尼亚勒历届市长 |                      |                                                                |
| 任期                   | 市长                 | 党派                                                           |
| 1945年－1971年         | 埃尔内·卡里耶        | RAD激进党                                                      |
| 1971年－1989年         | 马塞尔-阿兰·德拉皮耶 | DVD右翼无党派人士 →UDF法国民主联盟                             |
| 1989年－               | 让-马克·内姆         | UDF法国民主联盟 →PPDF理想与现实联盟 →UMP人民运动联盟 →LR共和黨 |

## 人口
2017年，帕赖勒莫尼亚勒市镇人口数量为9,189，在法国排名第1,106位。其中男性4,025人，女性5,164人，75岁及以上人口占16.7%，外籍人口数量为2,256人，人口密度为365人/平方公里，当地居民被称为（男性）或（女性）。2018年，帕赖勒莫尼亚勒境内出生63人，死亡人口168人。
| 年份   | 1936  | 1946  | 1954  | 1962  | 1968   | 1975   | 1982   | 1990  | 1999  | 2005  | 2010  | 2015  | 2017  |
| ------ | ----- | ----- | ----- | ----- | ------ | ------ | ------ | ----- | ----- | ----- | ----- | ----- | ----- |
| 人口數 | 7,794 | 7,770 | 8,499 | 9,557 | 10,716 | 11,545 | 10,639 | 9,859 | 9,191 | 9,066 | 9,107 | 9,201 | 9,189 |

## 经济
帕赖勒莫尼亚勒是一个区域性的中心城市，当地共有各类用人单位1,259家，其中98.25%为中小型企业，平均历史为18年，旅游相关、畜牧业生产及社会服务是当地的主要就业岗位类型。

## 财政收入
2018年，帕赖勒莫尼亚勒的财政收入总额为13,297,100欧元，财政支出总额为11,081,800欧元，当年的债务总额为8,340,760欧元。
2014年，帕赖勒莫尼亚勒的人均收入总额为2,328欧元，其中高职人员为4,117欧元，普通职员为1,651欧元。
2017年，帕赖勒莫尼亚勒境内的青壮年（15至64岁）失业率为16.3%，当地34.4%的家庭拥有纳税资格。

## 社会事务

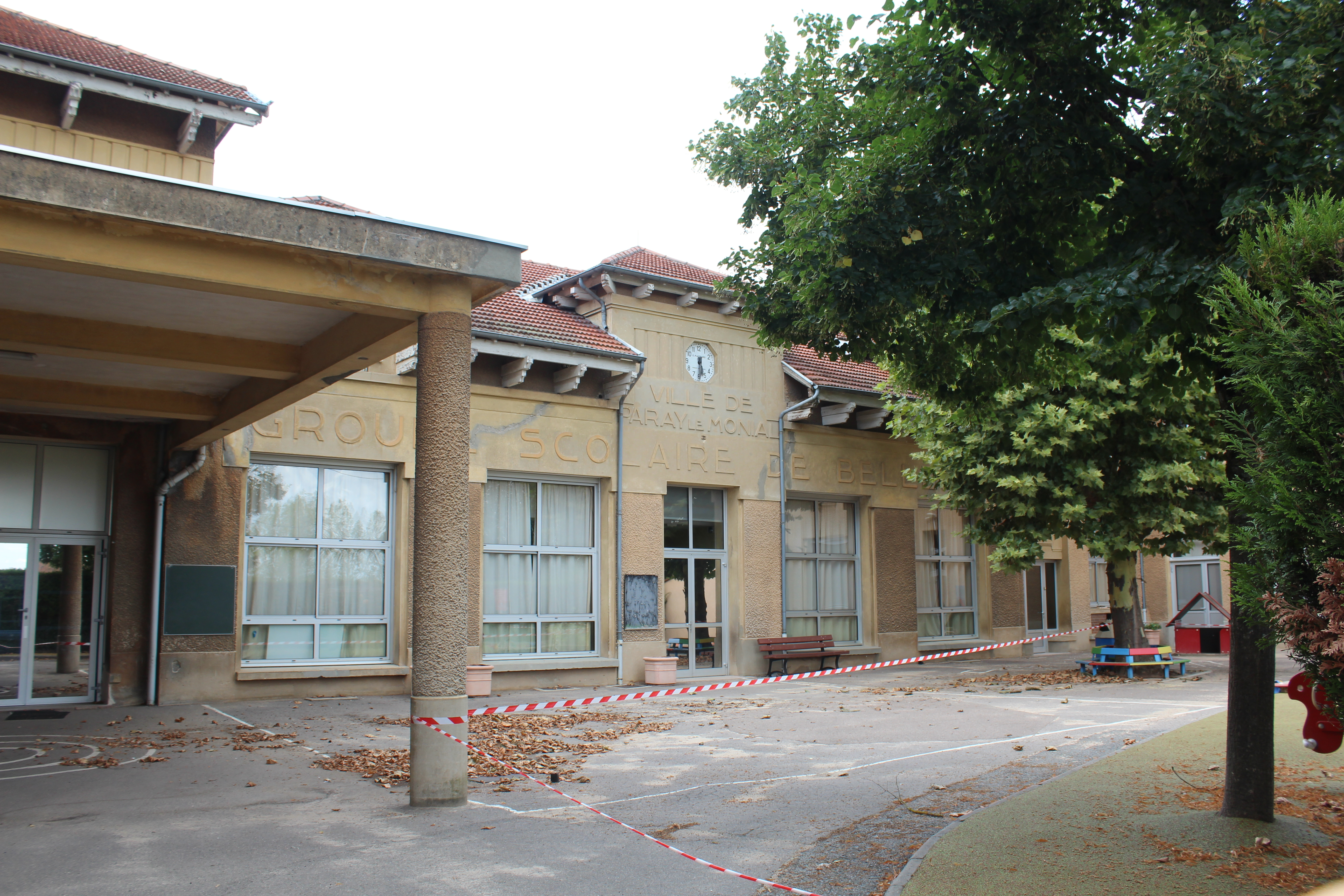
贝勒维完全学校

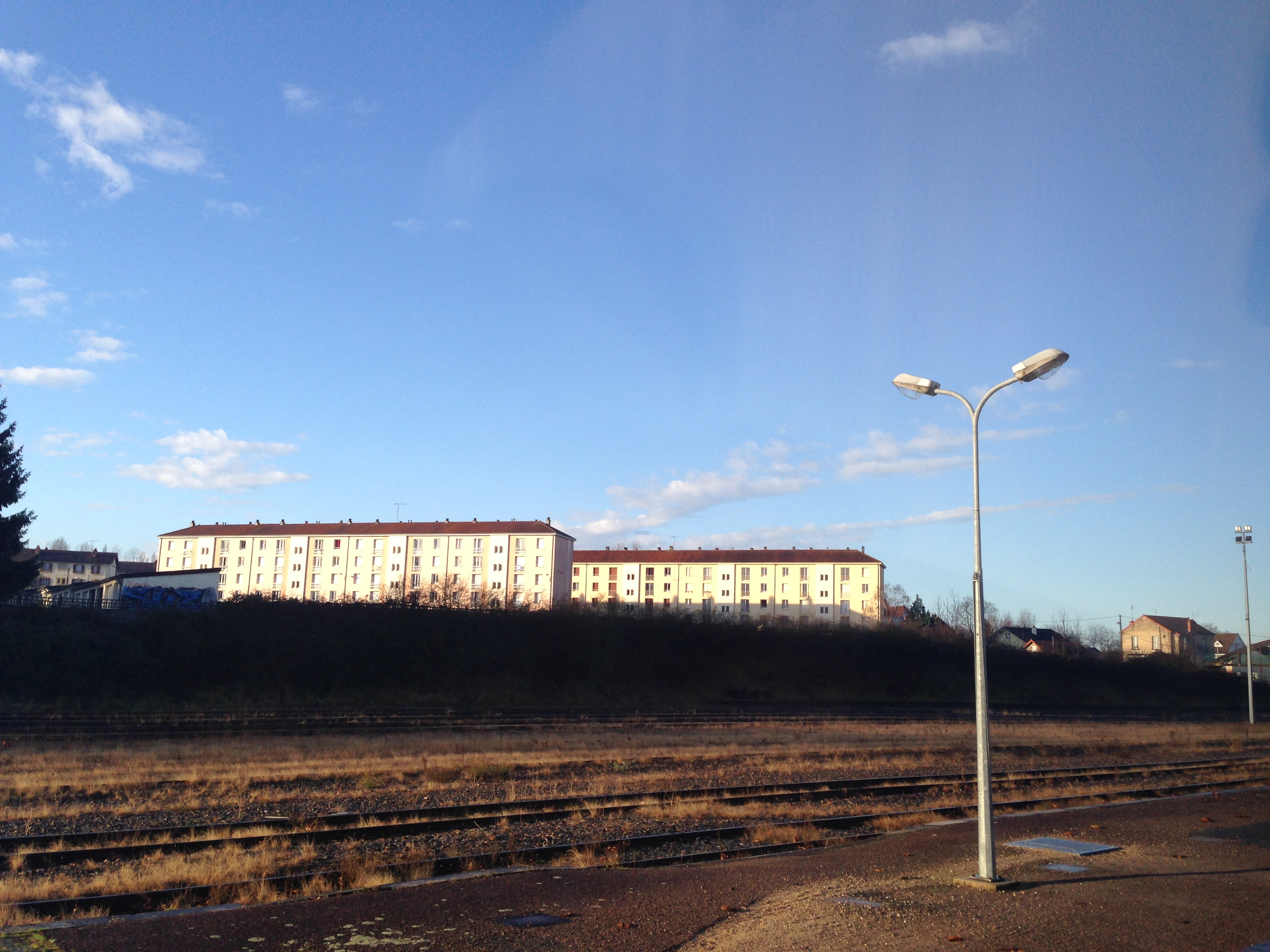
帕赖勒莫尼亚勒的集中式居民楼

### 教育
帕赖勒莫尼亚勒属于第戎学区。截止2019年1月1日，帕赖勒莫尼亚勒境内共有3所幼儿园、4所小学、2所初级中学、2所普通高中和1所职业高中。2018至2019学年度，帕赖勒莫尼亚勒境内共有在校中小学生1,605名。

### 医疗
截止2019年1月1日，帕赖勒莫尼亚勒境内共有全科医生12名、保健师11名、牙医8名、护士26名、助产士1名、儿科医生1名和妇科医生3名。境内共有药房5家、养老院6家、残疾人帮扶中心9家。
沙罗勒-布里奥奈地区中心医院（Centre Hospitalier du Pays Charolais Brionnais）是一个区域性的医疗系统，其主病区位于帕赖勒莫尼亚勒市区，设有床位250个，是当地规模最大的公立综合性医院。

### 住房
2017年，帕赖勒莫尼亚勒境内共有各类住房5,430套，其中88%为常住房屋。集中式居民区少量分布在市区南部。

### 商业
2018年，帕赖勒莫尼亚勒境内共有各类商铺608家，其中餐饮服务类284家。市区北部建有大型开放式商业街区。

### 体育
2019年，帕赖勒莫尼亚勒境内共有1家游泳池、3间健身房、6处网球场、3处马术场、3处足球或橄榄球场、3处篮球或排球场以及0处高尔夫球场。
帕赖勒莫尼亚勒铁道足球俱乐部（US de Cheminot Paray Foot）是当地的一支足球队，2020至2021赛季参加勃艮第-弗朗什-孔泰大区足球联赛。

### 环境
帕赖勒莫尼亚勒的环境事务由其所属的公共社区负责。2018年，帕赖勒莫尼亚勒境内共有4家污染企业。

### 治安
2014年，帕赖勒莫尼亚勒及附近地区共发生各类案件1,962起，其中盗窃类案件1,064起，经济类案件256起，毒品交易类案件220起。

## 文化
2019年，帕赖勒莫尼亚勒境内共有1个电影院和2家博物馆。帕赖勒莫尼亚勒市政府提供多媒体中心，向公众全年开放。

### 建筑
帕赖勒莫尼亚勒是法国艺术与历史之城，境内有多处法国国家文物保护单位，其中帕赖勒莫尼亚勒圣心大教堂、圣尼古拉塔及帕赖市政厅是当地的代表性建筑物。

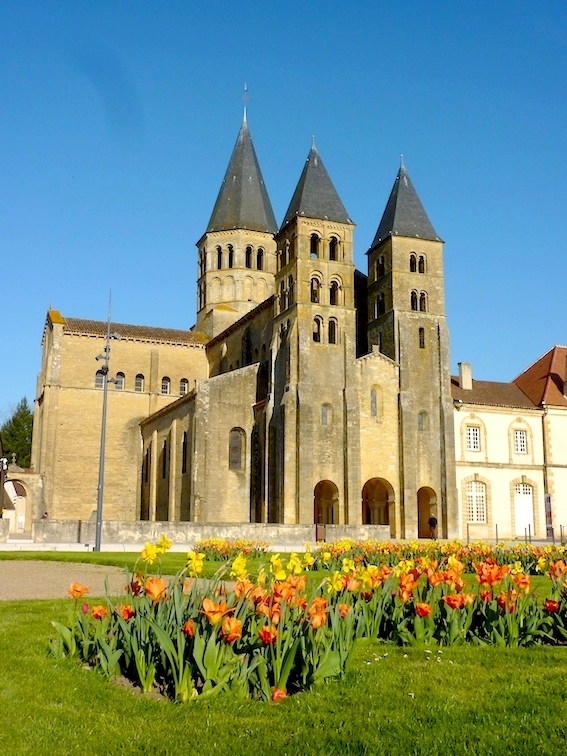
帕赖勒莫尼亚勒大教堂
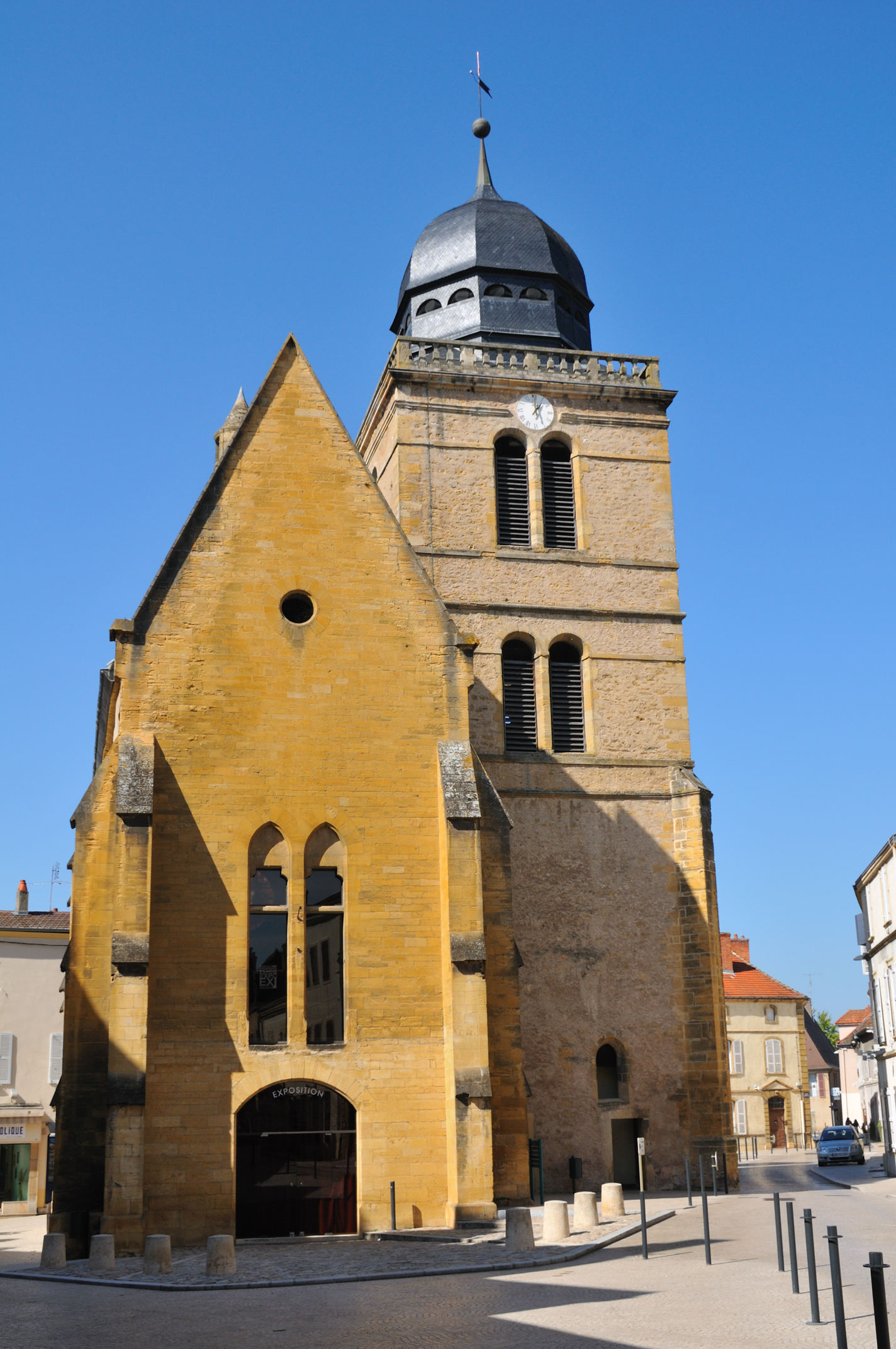
圣尼古拉塔
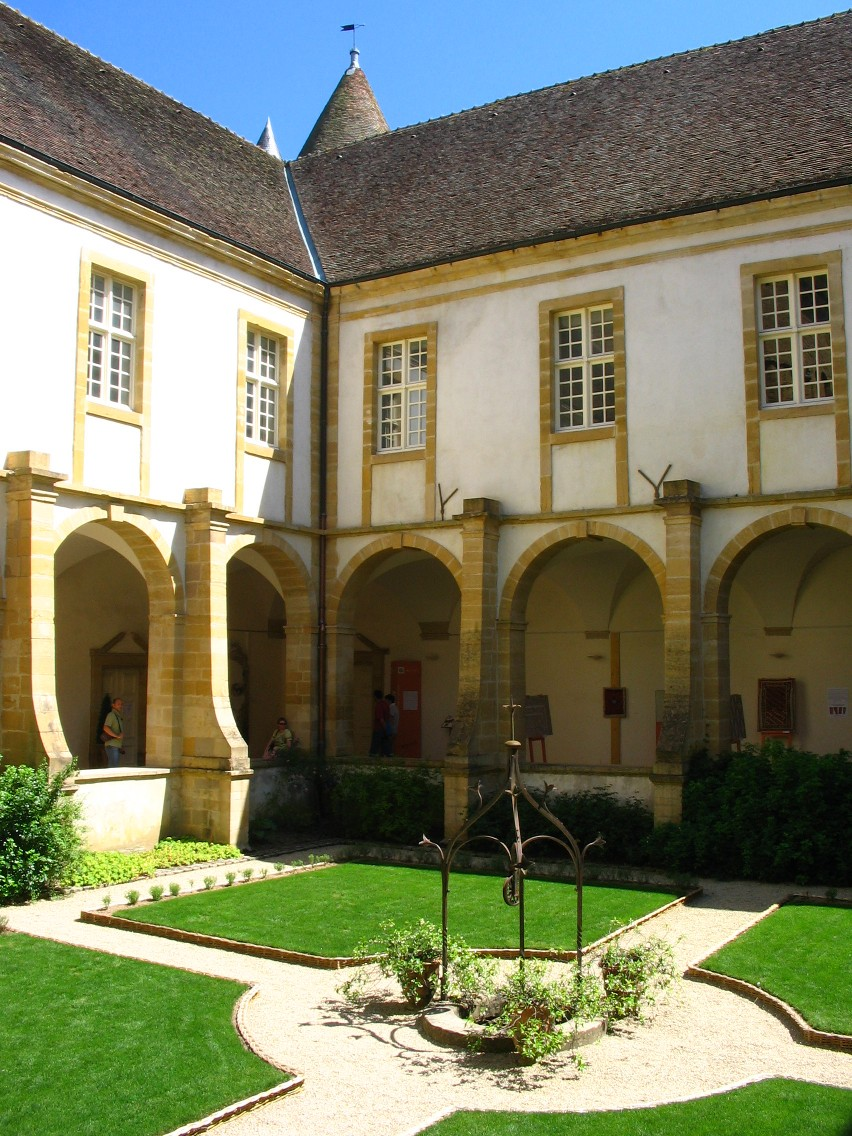
回廊

### 旅游
帕赖勒莫尼亚勒的旅游事务由其所属的公共社区负责。2020年，帕赖勒莫尼亚勒境内共有8家宾馆共计322间房间，另有1个露营地，可容纳共161辆露营车。

### 媒体
法国主要的媒体均可在帕赖勒莫尼亚勒接收，法国电视三台下属的勃艮第-弗朗什-孔泰大区频道在部分时段播出帕赖勒莫尼亚勒所属区域的地方新闻。

## 相关人物
天主教修女瑪加利大·瑪利亞·亞拉高逝世于帕赖勒莫尼亚勒。

## 友好城市
截至2020年9月，帕赖勒莫尼亚勒共与五座城市互为友好城市关系：
- 巴勒斯坦 伯利恆 [35]
- 德国 巴特迪克海姆
- 瑞士 帕耶讷
- 英国 韦尔斯
- 中国 石嘴山